# Léo Depuydt
Léo Depuydt est un égyptologue, coptologue et orientaliste belge. Il enseigne en tant que professeur d'égyptologie et d'assyriologie à l'université Brown de Providence (Rhode Island).
Originaire de Flandre, Léo Depuydt a d'abord étudié la philologie classique à l'université catholique de Louvain à partir de 1975, où il a obtenu sa licence en 1979. Il a ensuite étudié les études orientales à Louvain et a également obtenu sa licence en 1981. En 1982, il a suivi des études de troisième cycle au Hebrew Union College de Cincinnati, Ohio, qu'il a poursuivies de 1982 à 1984 à l'université hébraïque de Jérusalem. Il y a étudié principalement avec Hans Jakob Polotsky, auquel il est resté lié jusqu'à sa mort en 1991.
Interrompu par son service militaire en 1983/84, qu'il a effectué en partie en Allemagne, il a poursuivi ses études de troisième cycle en 1984 à l'université de Tübingen, où il a étudié l'égyptologie et la sémitique grâce à une bourse du DAAD. Il a finalement rejoint l'université Yale à New Haven, Connecticut. Jusqu'en 1990, il y a approfondi ses études des langues et civilisations du Proche-Orient, en particulier le copte et l'égyptien ancien. Après un Master of Philosophy en 1987, il a obtenu un Ph.D. à Yale en 1990 avec une thèse sur les manuscrits coptes-grecs et coptes-arabes de la Pierpont Morgan Library de New York, sous la direction de Bentley Layton.
Dès 1989 et jusqu'à l'obtention de son doctorat, il a été « Senior Lecturer » à Yale, puis « Assistant Professor » à partir de 1991 et « Associate Professor » en égyptologie à l'université Brown de 1995 à 2011. Depuis 2011, il occupe la chaire d'égyptologie et d'assyriologie de l'université de Brown.
Outre les aspects généraux de l'égyptologie et les relations de l'Égypte antique avec ses voisins de la Méditerranée et du Proche-Orient d'un point de vue linguistique et historique, les recherches de Léo Depuydt se concentrent sur les manuscrits coptes, la grammaire et l'histoire de la langue égyptienne ancienne. Il s'intéresse également aux questions de chronologie, d'astronomie et de calendrier, ainsi qu'aux problèmes liés à l'hortologie (science des fêtes), à la science antique et aux mathématiques.
Léo Depuydt a présenté les résultats de ses recherches non seulement dans de nombreuses monographies, mais aussi et surtout dans plus de cent-quarante articles évalués par des pairs.

## Adhésions
- Société orientale américaine
- Société allemande d'Orient
- Association internationale des Études Arméniennes
- Association internationale d'études coptes
- Association internationale des égyptologues
- Association internationale d'études nubiennes

## Publications
- Catalogue of Coptic Manuscripts in the Pierpont Morgan Library, Peeters Publishers, Löwen, 1993.
- Conjunction, Contiguity, Contingency: On Relationships between Events in the Egyptian and Coptic Verbal Systems, Oxford University Press, New York, 1993.
- Materials for Egyptian Grammar: Catalogue of Coordinates and Satellites of the Middle Egyptian Verb, Peeters Publishers, Löwen, 1996.
- Civil Calendar and Lunar Calendar in Ancient Egypt (= Orientalia Lovaniensia Analecta. Band 77). Department Oosterse Studies, Löwen, 1997.
- Fundamentals of Egyptian Grammar, Teil 1: Elements. Frog Publishing, Norton (Mass.) 1999 (zweite Auflage 2012).
- The Other Mathematics: Language and Logic in Egyptian and in General, Gorgias Press, Piscataway (N.J.), 2008.
- From Xerxes’ Murder (465) to Arridaios’ Execution (317): Updates to Achaemenid Chronology, Archaeopress, Oxford, 2008.